# Брюс Робертсон (плавець)
Брюс Робертсон (англ. Bruce Robertson, 27 квітня 1953) — канадський плавець.
Учасник Олімпійських Ігор 1972, 1976 років.
Переможець Ігор Співдружності 1974 року.
Призер Панамериканських ігор 1975 року.